# Marijana Bušljeta
Marijana Bušljeta (Abbazia, 10 aprile 1954) è un'ex cestista jugoslava.

## Carriera
Con la Jugoslavia ha disputato quattro edizioni dei Campionati europei (1972, 1974, 1976, 1978).